# Thomas Dechel
Thomas Dechel (* 11. November 1992 in Wien) ist ein ehemaliger österreichischer Eishockeytorwart und heutiger -trainer, der für die Vienna Capitals und den EHC Linz in der Erste Bank Eishockey Liga und die zweite Mannschaft des EC KAC in der Alps Hockey League spielte.

## Karriere
Thomas Dechel begann seine Eishockeykarriere 1997 in seiner Heimatstadt im Nachwuchsbereich des CE Wien respektive Wiener Eislöwen-Verein. 2009 wechselte er in die U20 des Nachwuchsvereins der Vienna Capitals, EAC Junior Capitals. Dort spielte er 2009/2010 sowohl in der U20-Bundesmeisterschaft als auch im Kooperationsverein Hockeyclub „Die 48er“ in der Oberliga.
2010/2011 lief er für die Vienna Capitals II in der Oberliga auf. In der Saison 2011/12 war er erster Torhüter der Vienna Capitals II (Silver Caps) in der Nationalliga, der zweiten österreichischen Spielklasse. Am 4. März 2012 debütierte er für die Vienna Capitals in der Erste Bank Eishockey Liga, wo er im entscheidenden Spiel 7 des Play-off-Viertelfinales (3:8) gegen EHC Linz beim Stand von 0:5 eingewechselt wurde.
Im September 2012 unterschrieb Dechel einen Vertrag beim EHC Linz und wurde 2012/13 und 2013/14 in insgesamt 67 Spielen der Juniorenliga Erste Bank Young Stars League eingesetzt. Parallel fungierte er im Profiteam als Ersatztorhüter hinter Michael Ouzas und Lorenz Hirn, kam aber zu keinen Einsätzen in der EBEL. 
Ab der Saison 2014/15 war Dechel Backup-Torwart hinter Michael Ouzas. Am 3. Oktober 2014 bestritt er seine erste EBEL-Partie für den EHC Linz gegen die HDD Olimpija Ljubljana, erreichte dabei ein Shutout (Endstand 4:0) und wurde zum Man of the Match gewählt. Er spielte im Grunddurchgang samt Zwischenrunde 2014/15 insgesamt 9 Matches und erzielte eine SVS% von 91,5. Am 20. März 2015 wurde er gegen den HC Bozen im entscheidenden Spiel 7 der Viertelfinal-Serie in der 4. Spielminute beim Stand von 1:2 für den verletzten Michael Ouzas eingewechselt, hielt 21 von 22 Schüssen und trug damit zum Halbfinal-Einzug des EHC Linz bei. In der Saison 2015/16 spielte Dechel 9 Partien für den EHC Linz und erreichte eine Fangquote von 92,6 % sowie einen Gegentorschnitt von 2,05.
In der Saison 2016/17 spielte er für den EC KAC II. Aufgrund einer Knieverletzung beendete er im Dezember 2017 seine Spielerkarriere. 
Seit der Saison 2019/20 ist er Assistenztrainer der österreichischen Frauennationalmannschaft und seit 2021 Cheftrainer der U20-Mannschaft der Oberösterreichischen Eishockeyakademie, die an der ICE Young Stars League teilnimmt.

## International
Dechel wurde zwischen 2010 und 2012 mehrfach in das österreichische U20-Nationalteam einberufen. Er absolvierte einige Vorbereitungsspiele und nahm an der U20-Weltmeisterschaft der Division I in Garmisch-Partenkirchen teil. Dort spielte er gegen Deutschland (2:11, beim Stand von 0:6 eingewechselt), Weißrussland (2:6) und gewann mit seiner Mannschaft das Entscheidungsspiel um den Abstieg gegen Großbritannien mit 3:1.